# Jan Bestry
Jan Bestry (Szczecin; 18 de Maio de 1954 — ) é um político da Polónia. Ele foi eleito para a Sejm em 25 de Setembro de 2005 com 6941 votos em 4 no distrito de Bydgoszcz, candidato pelas listas do partido Samoobrona Rzeczpospolitej Polskiej.